# Tamandua
Genre
Tamandua est un genre de fourmiliers composé de deux espèces.

## Liste des espèces
- Tamandua mexicana (Saussure, 1860) - Tamandua du Mexique
- Tamandua tetradactyla (Linnaeus, 1758) - Tamandou tétradactyle ou Fourmilier à collier